# Зайцев, Николай Дмитриевич (строитель)
Николай Дмитриевич Зайцев (1903 год, село Сугробы — 1989 год) — передовик производства, строитель, бригадир комплексной бригады строительного управления № 5 треста «Карагандапромжилстрой», гор. Караганда, Казахская ССР. Герой Социалистического Труда (1958).

## Биография
Родился в 1903 году в селе Сугробы (ныне — Новоникольское сельское поселение Данковского района Липецкой области).
С 1927 по 1930 год трудился каменщиком на различных стройках. С 1930 по 1934 год трудился строителем в Москве.
С 1934 — каменщик и с 1961 по 1964 год — бригадир комплексной бригады (с 1961 по 1964) строительного управления № 5 треста «Карагандапромжилстрой».
Бригада Николая Зайцева показала высокую производительность при строительстве различных производственных и социальных сооружений. В 1958 году удостоен звания Героя Социалистического Труда «за выдающиеся успехи, достигнутые в строительстве и промышленности строительных материалов».
С 1964 года — на пенсии. Проживал в Караганде.
Скончался 17 апреля 1989 года, похоронен на кладбище Кирзавод по улице Ключевая в Караганде.
Награды
- Герой Социалистического Труда — указом Президиума Верховного Совета СССР 9 августа 1958 года
- Орден Ленина